# Goriano Sicoli
Goriano Sicoli – miejscowość i gmina we Włoszech, w regionie Abruzja, w prowincji L’Aquila. Przystanek na linii Rzym – Pescara.
Według danych na rok 2004 gminę zamieszkiwały 633 osoby, 30,1 os./km².